# Гарсиласо де ла Вега
Гарсиласо де ла Вега (Толедо, 15. фебруар између 1498. и 1503. године – Ница, 14. октобар 1536. године)  био је шпански песник и војник током Златног века у Шпанији.

## Биографија
Гарсиласо де ла Вега рођен је у шпанском граду Толеду између 1498. и 1503. године. Био је син Гарсиласа де ла Веге (рођен у XV веку, умире 8. септембра 1512. године), вишег команданта Леона у војном реду Сантјаго и Санће де Гусман, даме од Батреса и Куерве. Његов деда по очевој страни, Педро Суарес де Фигероа, био је племић на двору Католичких краљева и син рођене сестре првог маркиза од Сантиљане.
Након очеве смрти, наставља да се школује на шпанском двору и 1519. године упознаје свог доброг пријатеља, Хуана Боскана. Захваљујући овом познанству, Гарсиласо је веома почео да цени лирику валенсијанског песника Аусијаса Марка, који је оставио велики траг на његова дела.
1520. године улази у војну службу краља Карлоса I од Шпаније.
Научио је пет језика (шпански, грчки, италијански, латински и француски), уметност мачевања, као и да свира цитру, лауту и харфу.
Био је део пратње Фадрикеа Алвареса де Толедо и Енрикеса, II војводе од Албе де Тормес када је Карлос I ушао у Сантандер 1522. године. Следеће године, поново је био одликован од стране краља; именован је чланом реда Сантјага и господарем (шп. gentilhombre) Куће Бургоња, једном од десет организација у служби круне која је, заједно са Кућом Кастиље, чинила групу оних који су најближи владару.
Гарсиласо није заборављао важност одржавања добрих односа са Кућом Алба, а 1523. године, заједно са Фернандом Алваресом од Толеда, будућим великим војводом од Албе, учествује у кампањи Фуентерабије. То је било пријатељство које се показало кроз више Фернандових интервенција у корист Гарсиласа код краља.
Током наредних година, Гарсиласо се борио у Рату кастиљанских заједница и бива рањен у једној од акција. Такође, учествовао је и у одбрани свог родног града 1522. године. Касније, те исте године, у пратњи Хуана Боскана и Педра Алвареса од Толеда и Суњиге, будућег вицекраља Напуља, одлази у рељефне експедиције којима су покушали (и успели) да спрече пад Родоса, који је био нападнут од стране Турака; у овој експедицији он опет бива повређен, али овај пут озбиљније.
По повратку у Шпанију, бива одликован витешким чином од стране реда Сантјаго, новембра 1523. године, у цркви Светог Августина де Памплона и 1524. године се супротставља Французима током опсаде Фуентерабије.
По повратку у Толедо, 1525. године, жени се Еленом де Суњигом, дамом доње Леонор, сестром Карлоса I од Шпаније. Такође, пре свог брака, добија сина Лоренса Суареса де Фигероа са једном обичном толедском дамом, Гијомар Кариљо. Према најновијим, документованим и потпуним биографијама песника, потврђује се да живот песника означавају три велике љубави:
1. Магдалена де Гусман, његова рођака, монахиња, нелегитимна ћерка његове тетке, доње Марије де Рибера, која се у Гарсиласовим делима појављује као Камила у другој еклоги
2. Гијомар Кариљо, која се у делима појављује као Галатеа у првој еклоги
3. Беатрис де Са[11], друга супруга Педра Ласа и Гарсиласова снаха, позната као „најлепша жена рођена у Португалу“, иако је њено појављивање као Елисе у Гарсиласовим стиховима веома дискутабилно.

Тада је почео писати своје прве песме према естетици лирског канционера, што ће ускоро одбацити. Такође, једно време је службовао као управник свог родног града. Прекретница у његовом лирском стваралаштву догодила се једног дана 1526. године у Гранади, у вртовима Хенералифе и близу палате, према речима Хуана Боскана.
Те исте 1526. године, поводом венчања Карлоса I и Изабеле од Португала (Изабеле Португалске), у пратњи владара кроз неколико шпанских градова, платонски се заљубљује у једну португалску краљичину даму, Исабел Фрејре, која се у Гарсиласовим стиховима појављивала под анаграмом Елисе. Поменута дама се, такође, појављивала у стиховима Гарсиласовог пријатеља Франсиска Са де Миранда, португалског песника и дипломате, под именом Селија. Једна од теорија гарсиласисте Марије дел Кармен Вакеро истиче, међутим, да би та Елиса могла бити друга жена његовог брата Педра Ласа, прелепа Беатрис де Са, дама краљевске крви, слављена од стране многих португалских песника.
Године 1528. признаје свог нелегитимног сина својим читањем свог тестамента у Барселони и додељује му малу суму новца за његово образовање; Лета 1530. године, Карлос I, посредовањем краљице Изабеле, наручује од Гарсиласа задатак који је подразумевао путовање у Француску и шпијунирање фронтова за шпанску круну.
Ускоро се придружује интелектуалном животу града који се тада окреће око Понтанове академије и постаје пријатељ с песницима као што су Бернардо Тасо и Луиђи Тансило, као и књижевним теоретичарима као што су Антонио Себастиани Минтурно и, посебно, Марио Галеота, песником заљубљеним у једну непријатељску Напуљку. Тамо је, такође, пронашао еразмисту Хуана де Валдеса.
Након што је 1534. године именован гувернером Рихолеса, Гарсиласо учествује у походу на Тунис 1535. године и бива озбиљно рањен током једне од битака код зидина Туниса. Кратко након тога избија Италијански рат 1536-1538. године, трећи рат Франсиска I од Француске против Карла V (Карлоса I) и експедиција у којој је учествовао 1536. године кроз Провансу била је последња Гарсиласова експедиција. Током одбране једног од утврђења 1536. године, Гарсиласо бива озбиљно повређен. Уз помоћ свог пријатеља Франсиска де Борхеа, војводе од Гандија, бива пребачен у Ницу, где умире 14. октобра 1536. године и касније бива канонизован од стране католичке цркве.

## Књижевно стваралаштво
Гарсиласо де ла Вега није написао много дела, али његов опус је веома значајан. Његов опус чине:
- 3 еклоге[21] (Гарсиласо је зачетник ове пасторалне садржине)
- Елегија
- 5 канцона
- 58 сонета
- Епистола

Главна тема његовог целокупног песничког стваралаштва је љубав. Она представља духовну снагу која оплемењује оног који је гаји. Појављује се и тема пријатељства у неколико композиција. Љубав га највише инспирише. Користи одређене латинске изразе за мотиве у својим песмама, као што су descriptio puealle, carpe diem, beatus ille, aurea mediocritas.
Гарсиласов стил писања био је отмен, једноставан, непретенциозан, користио је тон близак народу, био је сведен, ни у чему није претеривао, елегантан.
Такође, Гарсиласо де ла Вега уводи моду пасторалног у шпанску лирику.